# Duplicity
Duplicity es una película estadounidense del 2009, dirigida por Tony Gilroy. Es la segunda película como realizador de Gilroy, tras su ópera prima Michael Clayton. En España se estrenó el 18 de marzo del mismo año.
Eslogan promocional: "Una exagente de la CIA. Un exagente del MI6. ¿Quién engaña a quién?"

## Sinopsis
Claire Stenwick (Julia Roberts), exagente de la CIA, y Ray Koval (Clive Owen), exagente del MI6, han abandonado el mundo del espionaje nacional para aprovecharse de la lucrativa guerra fría existente entre dos multinacionales rivales. Su misión es conseguir la fórmula para un producto que hará ganar una auténtica fortuna a la empresa que la obtenga primero. Sus jefes, el titán de la industria Howard Tully (Tom Wilkinson) y el desaprensivo consejero delegado Dick Garsik (Paul Giamatti), están dispuestos a todo. Cada vez hay más en juego, el misterio se hace más palpable y las tácticas son más sucias, pero el secreto mejor guardado es la creciente atracción que sienten Claire y Ray el uno por el otro. Mientras se esfuerzan en mantenerse un paso por delante del otro, estos dos solitarios profesionales acaban enfrentándose a algo a lo que no pueden engañar: el amor.

## Curiosidades
- Este thriller sofisticado de estética retro utiliza como recurso narrativo o efecto visual la pantalla partida o split-screen, con la que, simultaneando acciones en una imagen fragmentada, integra el montaje o diferentes puntos de vista dentro de un mismo plano; si bien, como se ha señalado,[1] lejos de hacer de la split-screen un verdadero ejercicio de riesgo o innovación, lo hace más como recurso nostálgico que como verdadero campo de experimentación formal.

- Para el director, Tony Gilroy, «Todo en la película ha sucedido o está sucediendo. La idea es que, si fabricas un producto y te gastas 60 millones de dólares en el desarrollo secreto, tu competidor puede gastar dos o tres millones en comprar información para averiguar tu idea. Eso hace que la práctica del espionaje industrial sea inevitable.»[2]